# Live to Tell
"Live to Tell" je pop balada i prvi singl američke pjevačice Madonne s trećeg studijskog albuma  True Blue. Pjesma je bila namijenjena za film Fire with Fire, ali su pjesmu pokazali Madonni koja je odlučila uzeti pjesmu za film njenog tadašnjeg supruga Sean Penna At Close Range. Pjesma je izdana početkom 1986. pod Sire Recordsom. Osim na albumu, pjesma se kasnije pojavila na kompilacijama najvećih hitova The Immaculate Collection (1990.) i Celebration (2009.) te na kompilaciji najvećih balada Something to Remember (1995.).
Pjesma je bila i veliki komercijalni uspjeh. To je bio treći Madonnin broj 1 na Billboard Hot 100 ljestvici i prvi broj 1 na Hot Adult Contemporary Tracks. Pjesma je dobila i izvrsne recenzije od strane kritičara, pa se često može čuti da je ovo najbolja Madonnina balada u cijeloj karijeri.
Pjesma je doživjela ponovnu veliku pozornost uvrštavanjem na popis pjesama za Confessions Tour 2006. Tada je Madonna izvela pjesmu pribijena na križ s bodljikavom krunom na glavi. Kako je imitirala scenu raspeća, izazvala je bijes Vatikana, pa je Vatikan pozivao na bojkot koncerta u Rimu.

## Nastanak pjesme
"Live to Tell" je izvorno napisao Patrick Leonard za film Fire with Fire, ali kako su pjesmu odbili, bila je ponuđena Madonni. Ona ju je odlučila uzeti za film u kojem je glumio njezin tadašnji suprug Sean Penn At Close Range. Kako je pjesmu pjevoa muški glas, stavljena je Madonnina demoverzija i uključeni su bubnjevi. Pjesma je tekstopiscima zvučala izvrsno.

## Uspjeh pjesme
"Live to Tell" je izdana u Sjedinjenim Državama u ožujku 1986. Debititrala je na 49. mjestu Billboardove Hot 100 ljestvice, a na 1. mesto je dospjela nakon osam tjedana. Ovo je bila i prva Madonnina pjesma na 1. mjestu Hot Adult Contemporary Tracks ljestvice gdje je na vrhu bila 3 tjedna. U Kanadi je debitirala na 79. mjestu, na vrhu je provela dva tjedna a 23 tjedna je provela na ljestvici. Pjesma je završila na 2. mjestu godišnjeg poretka singlova.
U Ujedinjenom Kraljevstvu je pjesma debitirala na 10. mjestu, sljedeći tjedan se probila na 2. mjesto, a na ljestvici ostala 13 tjedana. Dobila je srebrnu certifikaciju. Na europskoj ljestvici je pjesma provela 2 tjedna na vrhu, a od država se u Italiji probila na 1. mjesto. U ostalim državama je bila Top 10 singl.

## Glazbeni video
Ovaj glazbeni video je prva velika promjena izgleda Madonne. Umjereno šminkanje i platinasta lijepo oblikovana kosa, bile su velike promjene za Madonnu. Za The New York Times je izjavila:
Kada mi je postalo zlo nositi taj silan nakit, željela sam to sve poskidati i očistiti se. Svoj novi izgled bi mogla opisati kao ženstven i nevin. Bolje se osjećam. Kako sam odrastala, divila sam se prekrasnim glamuroznim ženama, od Brigitte Bardot do Grace Kelly. Mislim da je došlo vrijeme da se taj gamur vrati.
U spotu se izmjenjuju scene iz filma i scene iz tamnog studija gdje se nalazi Madonna i pjeva. Za razliku od prethodnih videa, Madonnin auloga u ovom videu je pripovjedačka.

## Live nastupi
Madonna je prvi puta izvela pjesmu uživo na dobrotvornom koncertu u Madison Square Gardenu u New Yorku. Nakon toga je pjesmu uvrstila na popis pjesama na 3 turneje.
Na Who's That Girl Tour 1987. Madonna je pjesmu bez ikakvih kontroverzija. To je bila izvedba u kojoj je Madonna stajala ispred mikrofona i pjevala. 2 različite izvedbe se mogu vidjeti na videima Who's That Girl – Live in Japan i Ciao, Italia! – Live from Italy.
Na Blond Ambition Tour 1990. Madonna je pjesmu izvela u katoličkom scenskom izdanju. Nosila je svečenićku haljinu i veliku krunicu okolo vrata i pjevala na ispovjedničkoj klupici, dok su joj u pozadini gorile svijeće. I ovaj nastup je snimljen u 2 verzije: Blond Ambition – Japan Tour 90 i Blond Ambition World Tour Live.
2006. uvrštavanjem pjesme na popis pjesama za Confessions Tour, pjesma je dobila ponovnu veliku zanimaciju zahvaljujući nastupu koji ju je pratio. Kako pjesma počinje, tako se Madonna razapeta na križ penje s križem iz poda. Na glavi je nosila trnovitu krunu. Na ekranu u pozadini su se vrtile brojke do 12.000.000 uz slike afričke djece. To je označavalo broj zaražene djece od AIDS-a u Africi. Ova izvedba je izazvala oštre reakcije ponajviše Vatikana i Ruske židovske zajednice koji su opisali Madonninu izvedbu amoralnom, te pozivali na bojkot koncerata u Moskvi i Rimu
Madonna je izjavila:
"Vrlo sam zahvalna što mi je show vrlo dobro prihvaćen u cijelom svijetu. Ali čini mi se i da ima manjih krivih interpretacija oko mog pokazivanja na križu i želi m to objasniti jednom za sva vremena. Postoji segment koncerta u kojem moja tri plesača 'priznaju' svoje doživljaje iz djetinjstva. Zatim slijedi moje 'priznanje' na križu s kojeg odmah i silazim. To nije ruganje crkvi. Nije to ništa drugačije od nošenja križa oko vrata. Moje izvedba nije anti-kršćanska. Moja želja je bila ohrabriti ljude da pomognu jedni drugima i da svijet vide kao jednu cjelinu. Vjerujem da bi Isus napravio isto da je živ danas.
Moja namjera je bila ukazati na milijune djece u Africi koji umiru svaki dan, žive ber pomoći, bez medicine i bez nade. Tražim od ljudi da otvore svoja srca i umove i da se uključe kako god mogu. Pjesma završava rečenicom iz evanđelja po Mateju:
"Kad sam bio gladan nahranio si me. Bio sam gol i obukao si me. Bio sam bolestan i brinuo si se za mene. I Bog je odgovorio, što god si učinio za moju braću, učinio si za mene."
Molim vas da ne sudite moju izvedbu prije nego što je pogledate."

## Popis formata i pjesama
- 7" Singl

1. "Live to Tell" – 4:37
2. "Live to Tell" (Instrumental) – 5:49

- 12" Maxi-Singl

1. "Live to Tell" (LP Version) – 5:49
2. "Live to Tell" (Edit) – 4:37
3. "Live to Tell" (Instrumental) – 5:49

## Na ljestvicama
| Ljestvica (1986)       | Pozicija |
| ---------------------- | -------- |
| Australija             | 7        |
| Belgija                | 4        |
| Kanada                 | 1        |
| Nizozemska             | 3        |
| Francuska              | 6        |
| Njemačka               | 12       |
| Irska                  | 2        |
| Italija                | 1        |
| Novi Zeland            | 6        |
| Norveška               | 2        |
| Švedska                | 11       |
| Švicarska              | 4        |
| Ujedinjeno Kraljevstvo | 2        |
| SAD Billboard Hot 100  | 1        |